# Moondrive
Moondrive is het debuutalbum van de Nederlandse band Odyssice. Het album is opgenomen in de Sandwijk geluidsstudio te De Bilt. De muziek is een instrumentale vertelling van een nachtelijke autorit. Het motto van het album is "Out through the crowded bar, the roads seems to offer the answers..". Het plaatje viel in goede aarde bij de liefhebbers van progressieve rock, maar het bracht geen doorbrak teweeg voor de band. De EP was al snel niet meer verkrijgbaar. In 2003 verscheen daarom Moondrive Plus, de EP met wat aanvullende muziek op het (relatief) grotere platenlabel Cyclops Records. Om de autorit gestalte te geven, zijn geluiden van een Porsche te horen.

## Musici
- Bastiaan Peters – gitaar
- Pascal van de Pol – basgitaar
- Jeroen van der Wiel – toetsinstrumenten
- Bart Kühne – slagwerk

## Muziek
Alle muziek is geschreven door Odyssice

| Nr. | Titel               | Duur |
| --- | ------------------- | ---- |
| 1.  | Frustrations        | 8:14 |
| 2.  | And so am I         | 5:09 |
| 3.  | Different questions | 5:36 |
| 4.  | The final decisions | 6:21 |

In 2013 volgde weer een heruitgave in eigen beheer (Cyclops Records was opgehouden te bestaan); deze versie bestaat uit een dubbel-cd met bonustracks en een (gedeeltelijke) registratie van een concert uit 2001.